# Eilema coreana
Eilema coreana är en fjärilsart som beskrevs av John Henry Leech 1888. Eilema coreana ingår i släktet Eilema och familjen björnspinnare. Inga underarter finns listade i Catalogue of Life.